# 리사 백웰
리사 백웰(Lisa Backwell, 1990년 10월 28일 ~ )은 잉글랜드의 배우이다. 《스킨스》에서 판도라 문 역할로 잘 알려져 있다.